# Atkinsoniella decisa
Atkinsoniella decisa är en insektsart som beskrevs av William Lucas Distant 1908. Atkinsoniella decisa ingår i släktet Atkinsoniella och familjen dvärgstritar. Inga underarter finns listade i Catalogue of Life.